# Big 12 Men’s Tennis Championships 2003

Logo der Big 12 Conference

Die Big 12 Tennis Championships der Herren wurden 2003 zum siebten Mal ausgetragen. Gespielt wurde vom 25. bis zum 27. April des Jahres. Sieger wurde die Baylor University, die den Titel zum zweiten Mal nach 2002 gewinnen konnte.
Gastgeber war zum ersten Mal seit der Gründung der Big 12 Conference die University of Missouri. Schauplatz war das Plaza Tennis Center in Kansas City, Missouri.

## Teilnehmende Mannschaften
| Setzliste | Universität               | Teamname               | ITA 1 | Stadt           | Bundesstaat |
| --------- | ------------------------- | ---------------------- | ----- | --------------- | ----------- |
| #1        | Baylor University         | Baylor Bears           | 6     | Waco            | Texas       |
| #2        | University of Texas       | Texas Longhorns        | 16    | Austin          | Texas       |
| #3        | Oklahoma State University | Oklahoma State Cowboys | 35    | Stillwater      | Oklahoma    |
| #4        | Texas A&M University      | Texas A&M Aggies       | 10    | College Station | Texas       |
| #5        | Texas Tech University     | Red Raiders            | 57    | Lubbock         | Texas       |
| #6        | University of Colorado    | Colorado Buffaloes     | –     | Boulder         | Colorado    |
| #7        | University of Oklahoma    | Oklahoma Sooners       | 75    | Norman          | Oklahoma    |
| #8        | University of Nebraska    | Nebraska Cornhuskers   | –     | Lincoln         | Nebraska    |

## Turnierplan
| Viertelfinale | Viertelfinale | Viertelfinale  |   |                | Halbfinale | Halbfinale | Halbfinale |  |  | Finale | Finale | Finale |
|               |               |                |   |                |            |            |            |  |  |        |        |        |
| 1             | Baylor        | 4              |   |                |            |            |            |  |  |        |        |        |
| 8             | Nebraska      | 0              |   |                |            |            |            |  |  |        |        |        |
| 8             | Nebraska      | 0              | 1 | Baylor         | 4          |            |            |  |  |        |        |        |
|               |               |                | 1 | Baylor         | 4          |            |            |  |  |        |        |        |
|               | 4             | Texas A&M      | 1 |                |            |            |            |  |  |        |        |        |
| 4             | 4             | Texas A&M      | 1 | Texas A&M      | 4          |            |            |  |  |        |        |        |
| 4             |               |                |   | Texas A&M      | 4          |            |            |  |  |        |        |        |
| 5             | Texas Tech    | 0              |   |                |            |            |            |  |  |        |        |        |
| 5             | Texas Tech    | 0              | 1 | Baylor         | 4          |            |            |  |  |        |        |        |
|               |               |                |   | Baylor         | 4          |            |            |  |  |        |        |        |
|               | 3             | Oklahoma State | 0 |                |            |            |            |  |  |        |        |        |
| 3             | 3             | Oklahoma State | 0 | Oklahoma State | 4          |            |            |  |  |        |        |        |
| 3             |               |                |   | Oklahoma State | 4          |            |            |  |  |        |        |        |
| 6             | Colorado      | 0              |   |                |            |            |            |  |  |        |        |        |
| 6             | Colorado      | 0              | 3 | Oklahoma State | 4          |            |            |  |  |        |        |        |
|               |               |                | 3 | Oklahoma State | 4          |            |            |  |  |        |        |        |
|               | 2             | Texas          | 2 |                |            |            |            |  |  |        |        |        |
| 2             | 2             | Texas          | 2 | Texas          | 4          |            |            |  |  |        |        |        |
| 2             |               |                |   | Texas          | 4          |            |            |  |  |        |        |        |
| 7             | Oklahoma      | 0              |   |                |            |            |            |  |  |        |        |        |

## Finale
| Nummer                                                                         | Baylor (5)                          | 4:0      | Oklahoma State (33)            |
| ------------------------------------------------------------------------------ | ----------------------------------- | -------- | ------------------------------ |
| Datum: 27. April 2003, Ort: Kansas City, Missouri, Anlage: Plaza Tennis Center |                                     |          |                                |
| Doppel                                                                         |                                     |          |                                |
| Nr. 1                                                                          | Benjamin Becker Zoltan Papp (29)    | DNF      | Mark Van Elden Jiri Jezek      |
| Nr. 2                                                                          | Benedikt Dorsch Reiner Neurohr (33) | 8:4      | Yevgen Bondarchuk Jiri Spousta |
| Nr. 3                                                                          | Matías Marín Mike Garcia            | 8:2      | Boris Kuharic Juan-Felipe Diaz |
| Einzel                                                                         |                                     |          |                                |
| Nr. 1                                                                          | Benjamin Becker (60)                | DNF      | Mark Van Elden (80)            |
| Nr. 2                                                                          | Benedikt Dorsch (2)                 | 6:4, 6:1 | Yevgen Bondarchuk              |
| Nr. 3                                                                          | Zoltan Papp (51)                    | 6:3, 6:0 | Boris Kuharic                  |
| Nr. 4                                                                          | Matías Marín (41)                   | DNF      | Jiri Jezek                     |
| Nr. 5                                                                          | Reiner Neurohr                      | 6:4, 6:1 | Tomáš Bohunický                |
| Nr. 6                                                                          | Ivor Lovrak                         | DNF      | Jiri Spousta                   |